# احمد السیابی
احمد السیابی (عربی: أحمد خلفان مهيل السيابي؛ زادهٔ ۱۶ ژوئیهٔ ۱۹۹۳) بازیکن فوتبال اهل عمان است.
از باشگاه‌هایی که در آن بازی کرده‌است می‌توان به باشگاه فوتبال صور اشاره کرد.
وی همچنین در تیم‌های ملی فوتبال زیر ۲۳ سال عمان و عمان بازی کرده‌است.